# Grammar school
Dit overzicht is mogelijk incompleet; u kunt helpen door het uit te breiden.
Grammar school is een onderwijsvorm in Engelstalige landen. De grammar schools vonden hun oorsprong in de middeleeuwen als onderwijsinstellingen waar leerlingen werden voorbereid op de universiteit. Latijn was daarbij een belangrijk vak, later aangevuld met Grieks, andere Europese talen maar ook wetenschappen. Dit onderwijs was toen grotendeels in handen van de kerk. 
Later, met de democratisering van het onderwijs in de 19e en 20e eeuw, werd de term grammar school nagenoeg synoniem van middelbare school, hoewel het toch nog een wat elitaire bijklank heeft, vergelijkbaar met het Nederlandse gymnasium en de Vlaamse klassieke humaniora. 
Het privé-onderwijs dat door de (Anglicaanse) kerk wordt georganiseerd, is ook nog steeds een grammar school.